# Boris Cyrulnik

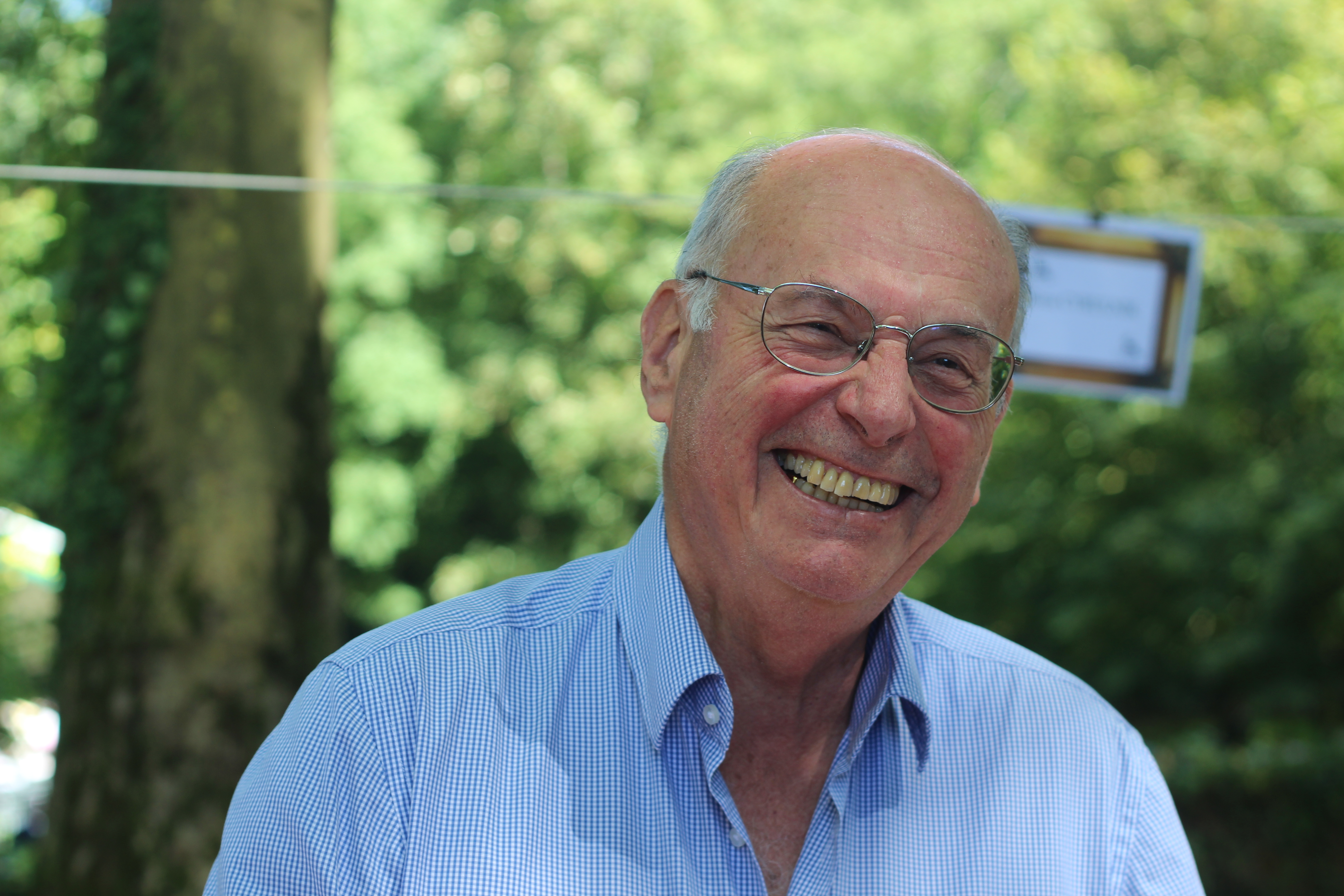
Boris Cyrulnik (2014)

Boris Cyrulnik (n. 26 iulie 1937, Bordeaux, Franța) este un neurolog, psihiatru, psihanalist și etolog francez. S-a specializat în domeniul împletirii legăturilor afective între oameni, al agresivității umane și al rezistenței la fenomenele destructive (violența, lipsa de iubire sau de condiții, maltratarea). Este autor a numeroase cărți, a acordat multe interviuri, mai ales la televiziune și conferințe, și predă Etologia umană la Universitatea din Toulon. Boris Cyrulnik este cunoscut îndeosebi pentru dezvoltarea conceptului de „reziliență” (a renaște din propria suferință). El a clarificat, de asemenea, termenul „oximoron”, dar contribuția sa la știință constă mai ales în angajamentul său: Cyrulnik vede în primul rând etologia umană ca „o răspântie a disciplinelor”.

## Biografie

### Tinerețe
Boris Cyrulnik s-a născut într-o familie de evrei ruși imigrați în Franța (în limba rusă, numele său înseamnă „frizer”). Tatăl său, tâmplar, a dobândit cetățenia franceză angajându-se în Legiunea străină din armata Franței. În timpul ocupației germane din Franța, guvernul francez colaboraționist al mareșalului Philippe Pétain a dus o politică de „stârpire a paraziților străini” și îndeosebi a evreilor (între 1940 și 1944). Micul Boris a fost atunci dat de părinții săi la o pensiune pentru a nu fi arestat și deportat, în timp ce aceștia au fost deportați în Germania pentru a fi „stârpiți” (ceea ce s-a și întâmplat). Fără bani, Boris este dat afară din pensiune și ajunge într-un cămin de orfani unde are norocul de a fi primit de o învățătoare din Bordeaux, pe nume Marguerite Farge, care nu aprobă politica de prigoană a străinilor și evreilor, și-l ascunde în propria ei locuință, în ciuda riscului de a fi ea însăși arestată. Dar, în 1943, în timpul unui bombardament aliat, Boris Cyrulnik este surprins împreună cu un grup de evrei, dintre care mulți copii, care se ascundeau și cărora le aducea medicamente. Toți sunt arestați de poliția franceză și închiși la Sinagoga Mare din Bordeaux⁠(d), dar Boris reușește să scape prin fereastra mică de la toaletă, evitând astfel soarta celorlalți care au fost deportați. El se strecoară afară din sinagogă și este luat în grijă și ascuns de o asistentă medicală într-o camionetă (pe care el a luat-o drept o ambulanță) care preia ștafeta Margueritei Farge și care îl plasează la țară ca salahor la o gospodărie sub numele de Jean Laborde, până la eliberare. Această experiență personală traumatică îl va determina să devină psihiatru. La încheierea războiului, Boris este înfiat de o mătușă din Paris, Dora, care se ocupă de creșterea lui.

### Studii
Boris Cyrulnik și-a făcut studiile la Paris, în instituțiile următoare :
- Liceul Jacques-Decour din Paris
- Facultatea de Medicină din Paris⁠(d),
- Institutul de Psihologie (certificat de studii speciale în neuropsihiatrie).

### Carieră
Boris Cyrulnik și-a derulat cariera de medic, profesor universitar și cercetător în instituțiile următoare :
- Medic intern în neurochirurgie la Paris (1967), în psihiatrie în orașul Digne din sudul Franței (1968-1971),
- Neurolog la Spitalul din orașul La Seyne de lângă Toulon (1972-1991),
- Lector la Facultatea de Medicină din Marsilia (1974-1994),
- Lector (Etologie clinică)
- Director de Educație (din 1996) la Facultatea de Științe sociale și de Drept din Toulon,
- Responsabil al unui grup de cercetare în etologie clinică la spitalul din Toulon și profesor de etologie umană la Universitatea Sudului Toulon-Var (USTV)
- Membru al Comisiei de sponsorizare a Coaliției franceze a Deceniului pentru Cultura Păcii și Nonviolență,
- Președinte al Centrului Național pentru creația și acțiunea culturală Châteauvallon din Toulon (din 1998),
- Președinte al juriului Premiului "Annie și Charles Corrin" în memoria Holocaustului (din 2005),
- Boris Cyrulnik este una dintre cele 43 de personalități care au format Comisia Attali pentru umanizarea creșterii economice, condusă de Jacques Attali.

Deși pensionat, el este foarte cunoscut în țările francofone și limitrofe Franței, mulțumită faptului că este autorul a numeroase cărți de vulgarizare de succes și, ca atare, invitat adesea la televiziune. Este considerat ca un urmaș științific al doctorițelor pediatre și psihiatre Maria Montessori și Françoise Dolto.

## Lucrări

### Cărți de vulgarizare
(listă ne-exhaustivă)
- Memorie de maimuță și cuvinte de om, Ed. Hachette, Paris, 1983.
- Sub semnul legăturilor, Ed. Hachette, 1989.
- Nașterea simțurilor, Ed. Hachette, 1991.
- Hrana iubirii, Ed. Odile Jacob, Paris, 1993.
- Despre vorbe ca despre molecule, cu Émile Noël, Ed. Seuil, 1995.
- Vraja lumii, Ed. Odile Jacob, 1997.
- O minunată năpastă, Ed. Odile Jacob, 1999 ; reeditata în 2002 (ISBN 2-7381-1125-4)
- Conversație cu Edgar Morin despre natura umană, Ed. L'Aube, 2000.
- Rățuștele cele urâte, Ed. Odile Jacob, 2001 (ISBN 2-7381-0944-6)
- Omul, știința și societatea, Ed. L'Aube, 2003.
- Șoapta fantomelor, Ed. Odile Jacob, 2005 (ISBN 2-7381-1674)
- Vorbind de dragoste pe marginea prăpastiei, Ed. Odile Jacob, 2004.
- Mica sirenă din Copenhaga, Ed. L'Aube, 2005.
- În carne și suflet, Ed. Odile Jacob, 2006.
- Autobiografia unei sperietori, Ed. Odile Jacob, 2008, premiul Renaudot pentru eseuri, 2008 (ISBN 978-2-7381-2398-5).
- Îmi amintesc…, Ed. L'Esprit du temps, col. « Texte esențiale », 2009 (și Ed. Odile Jacob poches, 2010) (ISBN 978-2-7381-2471-5).
- Mai bine mor decât să spun, traducere de Valentin Protopopescu, ed. Trei, București 2012, (ISBN 978-973-707-587-1).

### Lucrări colective
(Printre altele)
- Cea mai frumoasa Poveste a animalelor, Ed. Seuil, Paris, 2006.
- Daca leii ar putea vorbi : eseuri despre conditia animalelor, sub conducerea lui Boris Cyrulnik, et al. ed. Gallimard, « Quarto », Paris 1998, 1540 pp., 80 doc.
- Articolele Instinct și Legătură, în Dicționarul de sexualitatea umană, 200 de articole cu 122 coautori, condus de Philippe Brenot, ed. L'Esprit du temps, col. « Les Dictionnaires », Paris, 2004, 736 pagini,
- Articolul Obiecte de psihiatrie, în Dicționarul de concepte, 230 de articole cu 150 de autori, condus de Yves Pélicier, Ed. L'Esprit du temps, col. « Les Dictionnaires », Paris, 1997, 650 pagini.
- Cu Claude Serón, Reziliența sau cum să te renaști din propria suferință, ed. Faber, col. « A gândi lumea copilului », Paris, 2004 (ISBN 2-907164-80-5)
- Cu Nicolas Martin, Antoine Spire și François Vincent, Rezilienta, Ed. Le Bord de l'eau, Col. « Nouveaux Classiques », Lormont, Franța, 2009, 111 pagini (ISBN 978-2356870261).

### Filme documentare
- Inteligența animală și vegetală
- Ce este reziliența?
- Viitorul, cum v-ar place?
- Trei minute pentru a schimba lumea...
- Asalt contra nenorocirii, documentar de 52 de minute regizat de Youki Vattier, produs de Docside Prod. pentru televiziune în seria « Empreintes », 2009. Lansat pe DVD de France Télévisions Distribution
- Boris Cyrulnik,  membru al Comitetului Științific al Observatorului Internațional al cuplului
- Interviu cu Boris Cyrulnik despre neuroetologie și empatie, în cadrul Zilelor de Neurologie franceze (aprilie 2008)
- La o cafea cu Boris Cyrulnik
- Dosar "Boris Cyrulnik" pe Enciclopedia Agora (agora.qc.ca), 2001.